# Divisão da circunferência em partes iguais

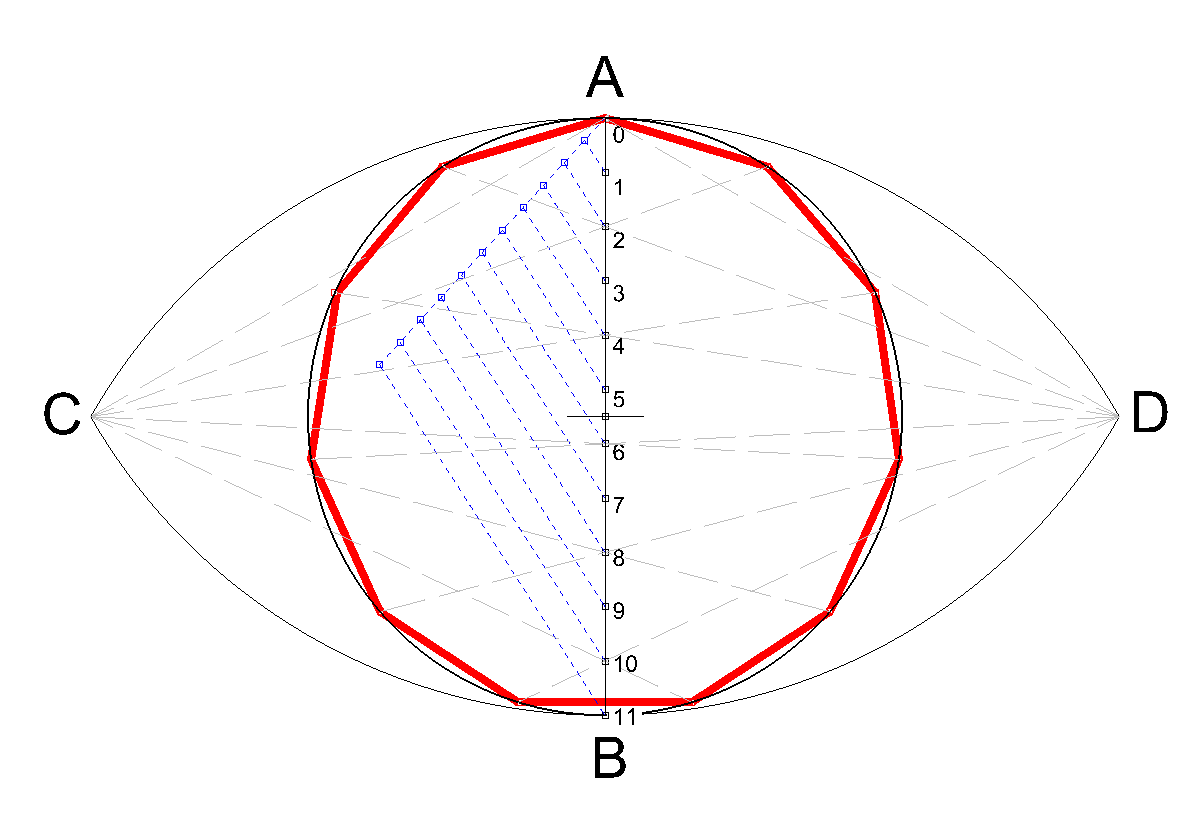
Divisão da circunferência em 11 partes aproximadamente iguais pelo Processo Geral de Rinaldini. A ilustração mostra o hendecágono inscrito.

São processos do desenho geométrico que dividem a circunferência em um número "n" de partes iguais, com a utilização da régua e do compasso. Os processos dividem-se em exatos, aproximativos e gerais. O problema da divisão da circunferência se confunde com o da construção de polígonos regulares. Sempre que possível é preferível que se use os processos exatos.

## Processos exatos
Só são conhecidos os processos exatos para a divisão da circunferência em 2, 3, 5, 15 e 17[nota 1] lados. Obviamente os dobros também são possíveis (4, 6, 10, 30 e 34), bem como os dobros dos dobros (8, 12, 20, 60 e 68) e assim sucessivamente.

## Processos aproximativos
Os processos aproximativos referem-se à divisão em 7, 9, 11 e 13 partes iguais. Os dobros também funcionam para esses processos.

## Processos gerais
Os mais conhecidos processos gerais, que dividem a circunferência em número qualquer de partes iguais, são:
o processo de Bion, o processo de Tempier e o processo de Rinaldini.

### Processo de Rinaldini
Nesta construção, a circunferência será divida em 11 partes iguais.
- Trace o diâmetro AB da circunferência a ser dividida;
- Com a ponta seca do compasso em A e abertura AB trace um arco de circunferência;
- Com a ponta seca do compasso em B e abertura AB trace outro arco de circunferência;
- A interseção dos arcos determinará os pontos C e D;
- Divida o diâmetro em 11 partes iguais;
- Escolha os números pares ou os ímpares (na ilustração foram escolhidos os números pares);
- Trace semirretas que partam de C e D e que passem pelos pontos 0, 2, 4, 6, 8 e 10;
- As interseções, entre as semirretas e o lado oposto da circunferência, determinam a divisão em 11 partes aproximadamente iguais;

## Processo auxiliado por computador
Os programas CAD têm comandos, como o divide, que fazem a divisão exata de quaisquer curvas, sendo elas abertas ou fechadas.